# Tysklands centralbibliotek för synskadade
Tysklands centralbibliotek för synskadade är ett folkbibliotek för synskadade och är beläget i Leipzig i Sachsen i Tyskland.
Biblioteket grundades 12 november 1894 som Deutsche Zentralbücherei für Blinde (sv: Tyska centralbiblioteket för blinda), förkortat DZB, och är det äldsta biblioteket för synskadade i Tyskland. I samband med 125-årsjubileet 2019 ändrades namnet till Deutsches Zentrum für barrierefreies Lesen (direkt översatt: Tyskt centrum för barriärfritt läsande), förkortat dzb lesen.
Bibliotekets samling med 72 300 titlar är bland de största i de tysktalande länderna. Institutionen består av ett bibliotek, ett publiceringshus och ett forskningscenter för universell utformning. Det finns också produktionsbyggnader för punktskriftsböcker, ljudböcker och punktskriftsmusik. Dzb lesen publicerar årligen omkring 250 nya titlar.

## Galleri

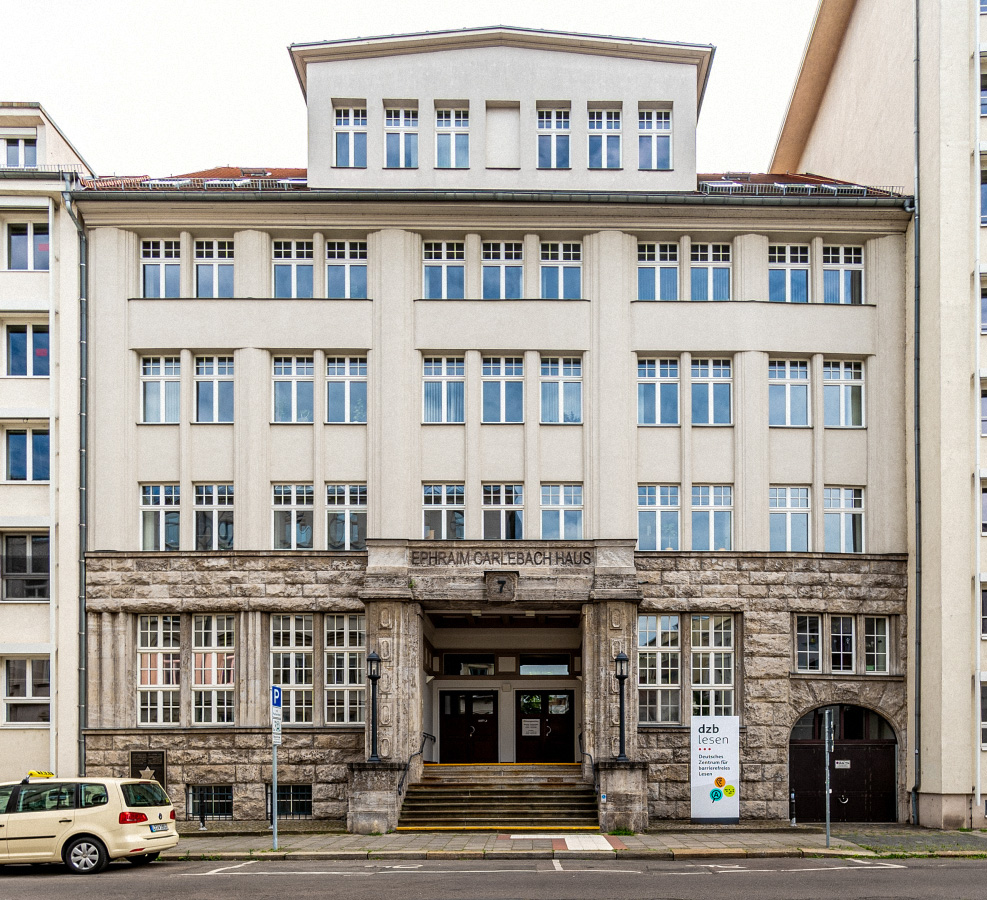
Bibliotekets lokaler på Gustav-Adolf-Straße
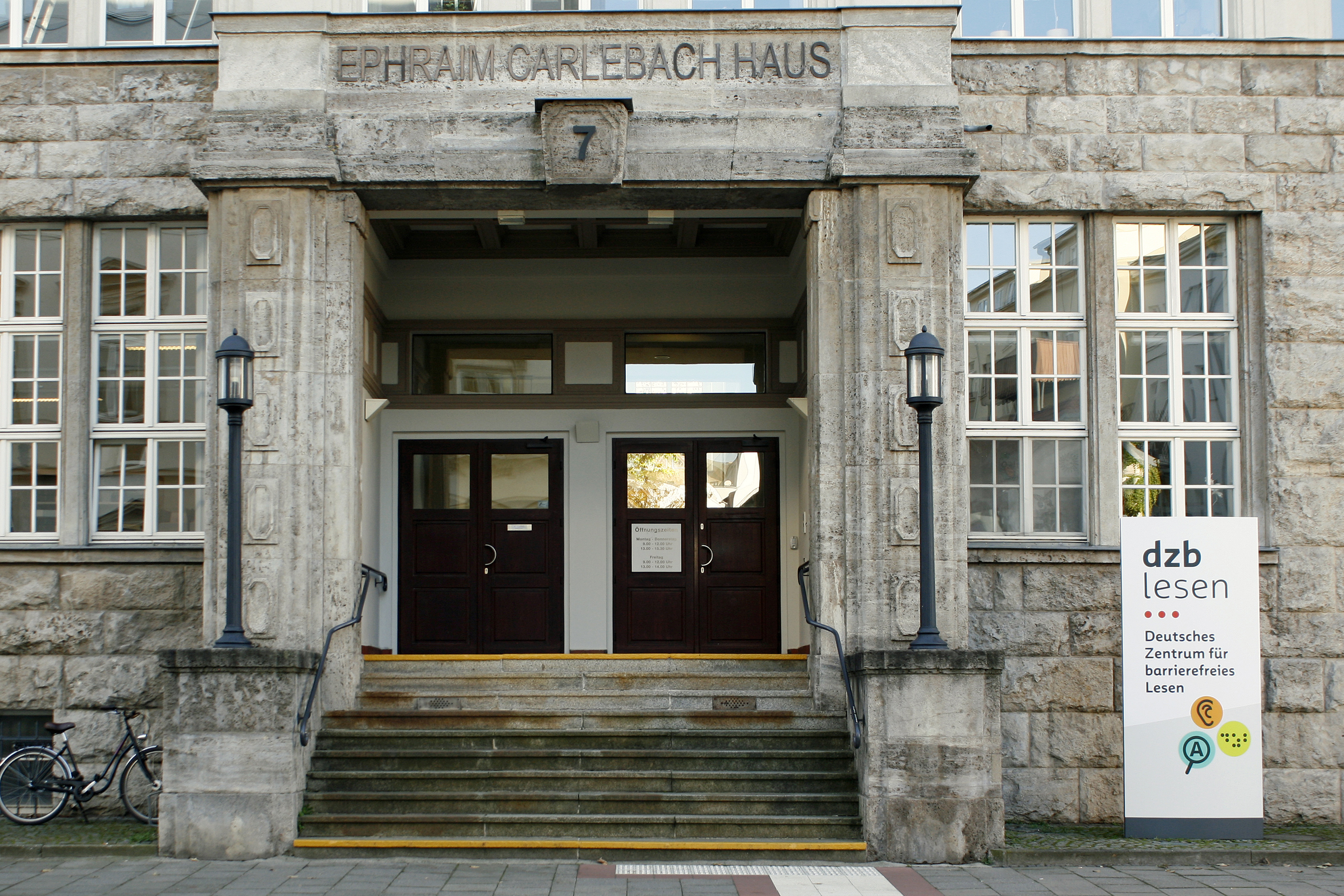
2019 ändrades namnet till Deutsches Zentrum für barrierefreies Lesen
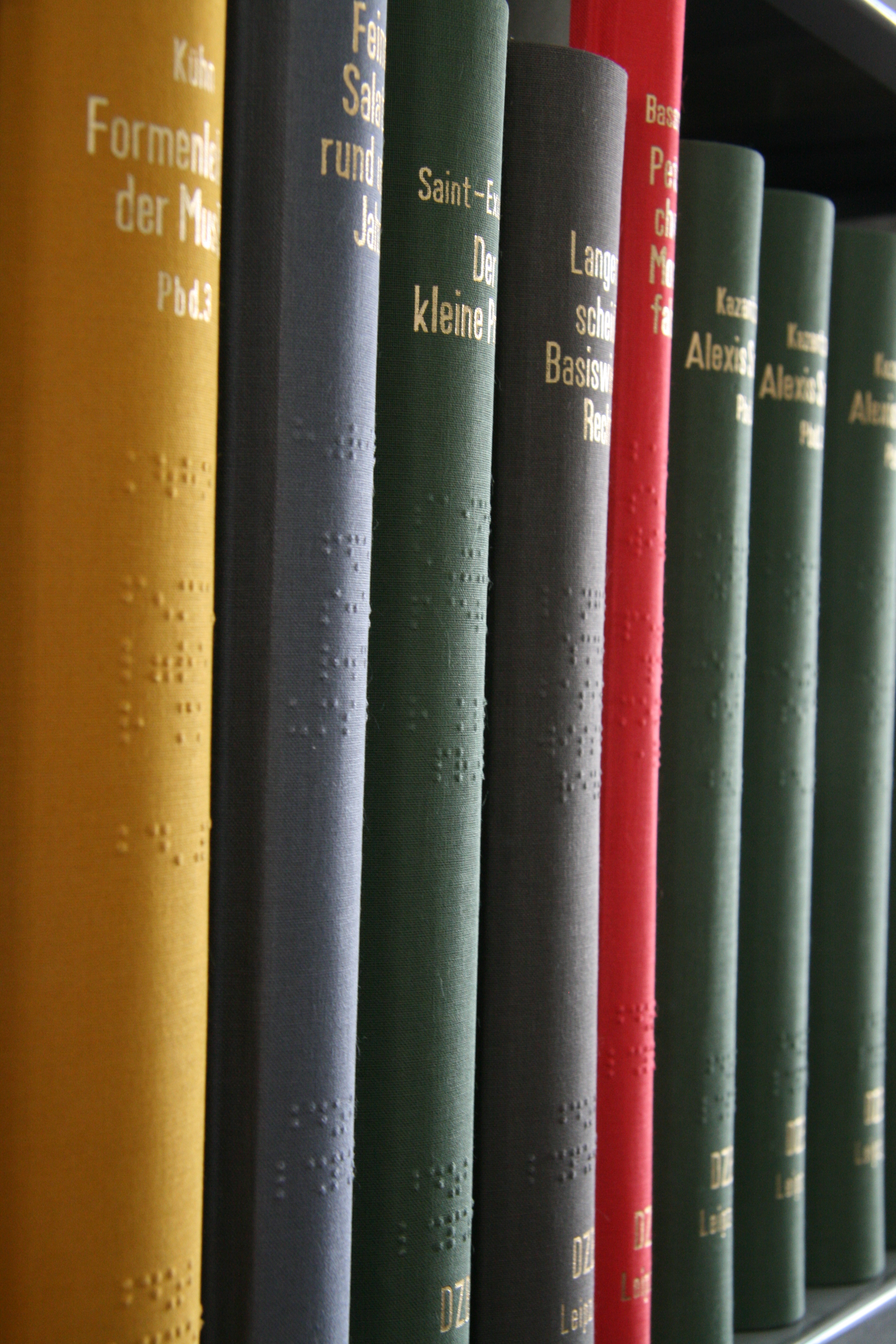
Böcker med text på Braille